# Protizmrzovalni protein
Protizmrzovalni proteini (angleško antifreeze proteins ali AFP) so polipeptidi, ki se nahajajo v določenih vretenčarjih, rastlinah, glivah ter bakterijah in omogočajo preživetje v okoljih s temperaturami pod zmrziščem. V osnovi se vežejo na kristale ledu in inhibirajo rast ter rekristalizacijo ledu, ki bi bil usoden za organizem, poleg tega pa naj bi interakcije s celičnimi membranami pri sesalcih ščitile pred poškodbami zaradi nizkih temperatur. Protizmrzovalni proteini naj bi tako v evolucijskem smislu omogočali razvoj novih ekoloških niš organizmov, natančneje prilagoditve na mrzla geografska območja.

## Zgodovina
Pionir v raziskovanju protizmrzovalnih proteinov je bil kanadski znanstvenik P.F. Scholander, ki je s pomočjo eksperimentov, opravljenih v 50-ih 20. stoletja, nakazal, da morajo biti prisotne v krvi arktičnih rib »protizmrzovalne« molekule. V poznih 60-ih letih je biolog Arthur L. DeVries uspel izolirati protizmrzovalne proteine iz antarktičnih rib, natančneje protizmrzovalne glikoproteine (AFGP). Leta 1992 so bili AFP-ji odkriti sprva v rži, pozneje v istem letu pa še v 23 vrstah kritosemenk ter v bakterijah in glivah.

## Evolucijski izvor
Velika raznolikost in razširjenost protizmrzovalnih proteinov nakazuje, da so se pri nesorodnih organizmih razvili kot odziv na poledenitev (glaciacijo) 1-2 milijonov let nazaj na severni polobli in 10-30 milijonov let nazaj na Antarktiki; razvoj analognih lastnosti pri nesorodnih organizmih imenujemo konvergentna evolucija.

## Mehanizem delovanja in lastnosti
Najverjetneje AFP-ji inhibirajo rast kristalov preko adsorpcije, tj. na površini kristalih ledu tvori plast, in tako inhibirajo termodinamsko favorizirano rast kristalov. Raziskave prvotne hipoteze o vezavi preko vodikovih vezi niso potrdile, pač pa naj bi bile v glavnem pomembne za adsorpcijo hidrofobne interakcije, dodatno pa naj bi stabilizirale vezave še van der Waalsove sile.
Kljub njihovi raznolikosti AFP-ji delujejo zelo podobno, saj se lahko različni tipi vežejo na različne površine na kristalih ledu, poleg tega pa imajo kljub drugačnemu zaporedju aminokislin (primarni strukturi) podobne tridimenzionalne strukture (terciarne strukture), ki promovirajo tvorbo enakih interakcij z ledom.
V nasprotju z avtomobilskimi sredstvi proti zamrzovanju, kot je etilen glikol, ti proteini ne znižujejo temperature zmrzišča sorazmerno z njihovo koncentracijo, pač pa lahko delujejo tudi pri koncentracijah, ki so 300 do 500-krat nižje od koncentracij običajnih sredstev in tako tudi minimalno vplivajo na osmotski pritisk; njihovo delovanje je iz tega vidika torej nekoligativno. Vzrok tega leži v njihovi vezavi na specifične površine na kristalih ledu.
AFP-ji ustvarijo tudi razliko med temperaturo tališča in zmrzišča, kar je znano kot termična histereza. Le-ti namreč predstavljajo oviro med kristali ledu in tekočo vodo in tako inhibirajo v termodinamskem smislu favorizirano rast kristalov. Različni organizmi imajo različne termične histereze: najvišjo vrednost, okoli 1,5 °C, so izmerili pri ribjih AFP-jih. Kljub temu pa imajo AFP-ji žuželk 10 do 30-krat večjo aktivno od ribjih tipov, kar je verjetno posledica tega, da so temperature na kopnem, katerim so izpostavljene žuželke, veliko nižje od tistih v morju, katerim so izpostavljene ribe. Tako lahko metulji rodu Choristoneura preživijo tudi pri temperaturi  –30 °C. Hitrost zmrzovanja lahko vpliva na temperaturo zmrzišča, kar pomeni, da se pri naglem nižanju temperature organizmi ne morejo prilagoditi dovolj hitro na nove razmere v okolju.

## Tipi protizmrzovalnih proteinov

### Ribji AFP-ji
Obstaja več tipov ribjih protizmrzovalnih proteinov:
| Tip   | Organizem                                                                                  | Značilnosti |
| I     | bokoplavutarica vrste Pseudopleuronectes americanus, žarkoplavutarice reda Scorpaeniformes | enojna, dolga in amfipatična alfa vijačnica, velikost 3,3-4,5 kDa, 3 strani: hidrofobna, hidrofilna in Thr-Asx stran                                                       |
| I-hyp | bokoplavutarice                                                                            | dimerna molekula, vsak monomer je velikosti 17 kDa |
| II    | žarkoplavutarice družin Hemitripteridae, Osmeridae ter sardele rodu Clupea                 | globularni proteini, ki so bogati s cisteinom in vsebujejo 5 disulfidnih vezi                                                                                              |
| III   | antarktični ostrižnjaki družine Zoarcidae                                                  | podobna hidrofobnost kot pri tipu I, velikost 6 kDa |
| IV    | žarkoplavutarice reda Scorpaeniformes                                                      | sekundarno strukturo predstavljajo alfa vijačnice, bogate z glutamatom in glutaminom, velikost je okoli 12 kDa, post-translacijska modifikacija je piroglutamat na N-koncu |
| AFGP  | antarktični ostrižnjaki podreda Notothenioidei, severne trske rodu Gadus                   | običajna velikost proteinov je 2,6-3,3 kDa |

Znanstveniki so sprva bili mnenja, da se protizmrzovalni glikoproteini (AFGP) proizvajajo v jetrih (kot velja za večino  serumskih proteinov), vendar so raziskave pokazale, da sta glavna organa, odgovorna za proizvodnjo teh proteinov, trebušna slinavka in želodec, nakar se vsrkajo preko tankega črevesja v kri. V evolucijskem smislu se je po vsej verjetnosti taki razvil zaradi tega, da ne bi zmrznila tekoča vsebina v črevesju, saj zaužijejo ribe skupaj s plenom tudi določeno mero kristalov ledu.

### AFP-ji žuželk
V splošnem so prisotni pri različnih družinah žuželk in so bogati s cisteinom. V hroščih vrste Upis ceramboides, ki prebivajo na območju Aljaske, so bile odkrite molekule, ki delujejo kot protizmrzovalni proteini, vendar so sestavljene iz disaharidov in maščobnih kislin.

### Rastlinski AFP-ji
Tudi v rastlinah so prisotni AFP-ji, vendar se od drugih tipov razlikujejo po tem, da:
1. imajo šibkejšo termično histerezo,[21]
2. verjetno inhibirajo rekristalizacijo in ne preprečujejo same tvorbe kristalov ledu,[21]
3. so se razvili iz proteinov, ki so povezani s patogenezo, nekateri pa imajo tudi proti-glivične lastnosti.[21]

## Uporaba
Teoretično obstaja veliko možnosti za aplikacijo protizmrzovalnih proteinov, še posebej v prehrambeni industriji in medicini. Trenutno potekajo raziskave za povečanje zmrzitvene tolerance kulturnih rastlin, podaljšanje žetvene sezone in izboljšanje proizvodnje ribogojnic na območjih s hladnejšim podnebjem, podaljšanje roka uporabnosti zamrznjenih živil ter izboljšanje kriokirurgije in ohranjanja tkiv za presaditev (transplantacijo) ali transfuzijo.
Glede na raziskave protizmrzovalne proteini, zaužiti skupaj s hrano, ne izzovejo toksičnih učinkov ali alergičnih reakcij.